# Lottologia
Prende il nome di lottologia lo studio e l'insieme delle tecniche legali usate dai giocatori del lotto, o più in generale dei vari giochi ad estrazione organizzati dallo Stato, nel tentativo di prevedere i numeri estratti in futuro per incrementare le proprie probabilità di vittoria. Tali pratiche comprendono un'ampia varietà di metodi: dallo studio statistico delle passate estrazioni,  all'interpretazione dei sogni, all'elaborazione di sistemi di giocata più o meno complessi, talora basati sulla numerologia.

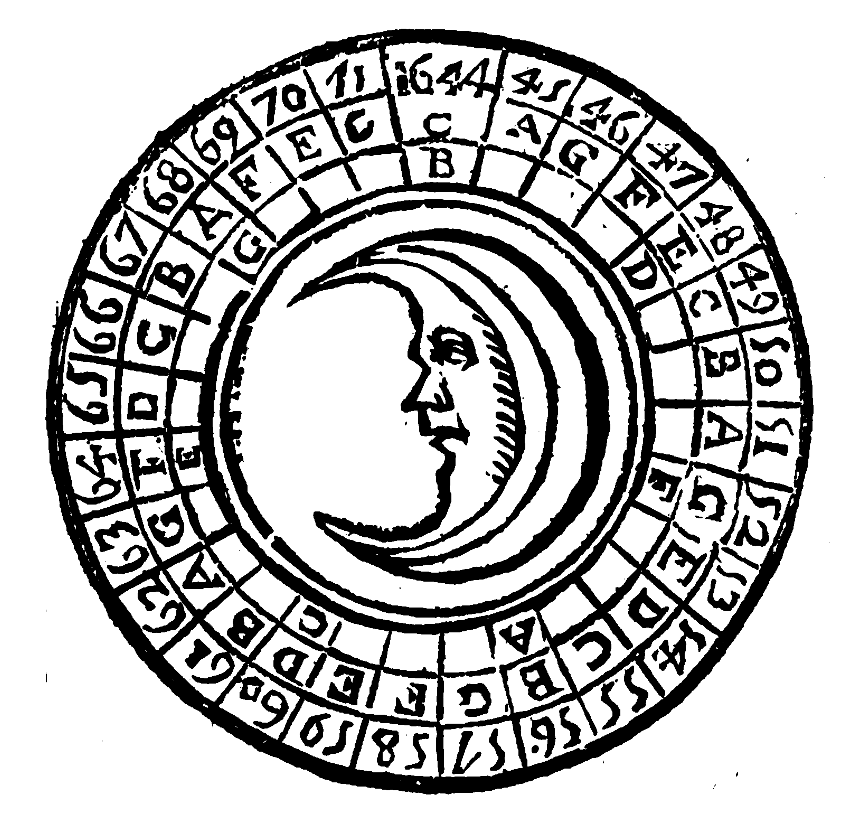
Una delle «tavole numerologiche di Rutilio Benincasa», in una ristampa con disegni di Ottavio Beltrano (1647), utilizzate nelle tecniche di lottologia.

Si tratta comunque di pratiche sostanzialmente prive di fondamenti matematici in quanto ogni estrazione è indipendente dalle precedenti, e nessuna delle tecniche messe in pratica dà al giocatore una probabilità di vincita maggiore rispetto all'utilizzazione di un pari numero di combinazioni numeriche casuali.

## Matematica e statistica
I metodi proposti dalla lottologia fanno impropriamente uso della statistica e della matematica per giustificare le proprie previsioni, basandosi su fraintendimenti o cattive interpretazioni del calcolo delle probabilità, che semplicemente stabilirebbe che il primo numero ha 1 possibilità su 90 (numeri totali) di essere estratto, il secondo 1 su 89 e via dicendo, senza che precedenti estrazioni o altri fattori possano influenzare l'estrazione.
Il lotto non è un gioco equo, ma è sbilanciato in favore del banco (in genere rappresentato dallo Stato), il quale usufruisce di un margine di vantaggio assicurato dal considerevole numero di giocate e dall'iniquità delle quote pagate come premio rispetto alla probabilità dell'estrazione predetta dal giocatore (ad esempio, l'estrazione di un numero ha probabilità 1/18, ma la vincita non è di 18 volte la posta, bensì solo 11,6).
Pertanto, anche se occasionalmente può ottenere qualche guadagno (e in casi rari guadagni cospicui), a lungo termine il giocatore è sempre perdente; in particolare, contrariamente a quanto usualmente affermato, la perdita media è costante, indipendentemente dal metodo o sistema utilizzato per giocare.
Gli appassionati tuttavia, per quanto attiene al gioco sui numeri "ritardatari", si basano sui precedenti della storia del lotto, pur travisando il senso di "teoria dei grandi numeri" (che implica il concetto di infinito e di calcoli aprioristici) e attribuendo evidentemente alle estrazioni una sorta di "effetto memoria", in realtà assente.
Di fatto, benché il ciclo medio matematico di un estratto sia di una uscita ogni 18 estrazioni (90 numeri: 5 numeri per ruota = 18), la serie storica registra che un ritardo medio-massimo per un estratto arriva alle 90 estrazioni, raramente oltre le 140 estrazioni, dieci volte soltanto ha superato le 180 e di queste solo due volte ha superato le 200 nei 135 anni di storia del lotto moderno: dal 1871 ad oggi un numero è uscito con un ritardo di 201 estrazioni (l'8 a Roma, il 23 agosto 1941) e un altro con un ritardo di 203 (il 34 a Cagliari, il 1º aprile 2006).

## Metodi
Di seguito vengono descritti alcuni dei metodi più utilizzati dai lottologi e una loro disamina statistica. Molte considerazioni si possono estendere anche ad altri giochi d'azzardo.

### Ritardi
Il metodo più popolare in lottologia consiste nello studio statistico dei numeri estratti, per determinare i ritardatari, ovvero i numeri che non escono da più estrazioni. Secondo i sostenitori di questo metodo, la legge dei grandi numeri assicura che a lungo termine tutti i numeri sono estratti con frequenza pressappoco uguale, pertanto eventuali numeri ritardatari devono necessariamente uscire in futuro con frequenza maggiore, per "recuperare" il ritardo accumulato e la minor frequenza di uscita. Puntando su tali numeri si avrebbe così una maggiore probabilità di vittoria.
Tale affermazione in realtà confonde la frequenza assoluta di un dato numero (cioè il numero di volte che è stato estratto il numero stesso), con la frequenza relativa (ovvero il rapporto tra le estrazioni del numero e le estrazioni totali). Soltanto quest'ultima è soggetta alla legge dei grandi numeri e tende a divenire uguale per tutti i numeri, mentre le frequenze assolute, che sono quelle effettivamente pagate dal banco, possono anche divergere.
Ad esempio, se dopo 100 lanci di una moneta sono uscite 40 teste e 60 croci, la teoria dei ritardi indica di puntare sulle teste per incrementare le proprie vincite; tuttavia, se dopo altri 900 lanci la situazione è di 450 teste e 550 croci, le frequenze relative si sono avvicinate, come richiesto dalla legge di grandi numeri, ma nei 900 lanci supplementari il numero di croci uscite è ancora superiore, come si vede meglio dallo schema disegnato sotto.
|                      | TESTE              | TESTE              | CROCI              | CROCI              |
| -------------------- | ------------------ | ------------------ | ------------------ | ------------------ |
|                      | Frequenza assoluta | Frequenza relativa | Frequenza assoluta | Frequenza relativa |
| Primi 100 lanci      | 40                 | 0,400              | 60                 | 0,600              |
| 900 lanci successivi | 410                | 0,456              | 490                | 0,544              |
| Totale 1.000 lanci   | 450                | 0,450              | 550                | 0,550              |

La teoria dei ritardi non tiene inoltre conto del fatto che ogni estrazione non ha memoria, ovvero il suo esito è indipendente da quello delle precedenti estrazioni. Infatti il banco, come in ogni gioco di azzardo, pone la massima cura nel garantire le stesse probabilità di uscita a tutti i numeri, in quanto ogni vantaggio in favore di una qualsiasi sequenza ripetuta può ridurre il suo margine di guadagno. L'equiprobabilità viene ottenuta attraverso numerosi accorgimenti, quali appropriate procedure di mescolamento e di estrazione dei numeri, frequente sostituzione e manutenzione del materiale usurato.
Sta di fatto che - nella lunga storia del lotto - esistono circostanze tali da indurre gli appassionati giocatori a scommettere sull'entità dei possibili ritardi.
| Numero | Ruota    | Estrazioni attese | Data di uscita   |
| ------ | -------- | ----------------- | ---------------- |
| 34     | Cagliari | 203               | 1º aprile 2006   |
| 8      | Roma     | 201               | 23 agosto 1941   |
| 55     | Bari     | 196               | 12 marzo 1960    |
| 82     | Bari     | 193               | 27 novembre 1943 |
| 67     | Venezia  | 191               | 18 ottobre 1924  |
| 71     | Cagliari | 191               | 26 giugno 1971   |
| 47     | Bari     | 189               | 13 novembre 1917 |
| 28     | Bari     | 187               | 26 luglio 1902   |
| 53     | Venezia  | 182               | 9 febbraio 2005  |
| 11     | Torino   | 181               | 4 aprile 1931    |

Da questo elenco si nota come nella storia del Lotto, dal 1871 ad oggi, nessun numero abbia mai superato la soglia delle 203 estrazioni di ritardo, primato che appartiene al numero 34 sulla ruota di Cagliari, il quale ad aprile 2006 ha battuto il longevo record che apparteneva dal 1941 al numero 8 sulla ruota di Roma. Si tratta di un vero e proprio risultato straordinario, tenendo conto del fatto che il ciclo medio di un estratto è di una uscita ogni 18 estrazioni (90 numeri: 5 numeri per ruota = 18).

### Martingala
Una variante della teoria dei ritardi consiste nella giocata progressiva (o martingala), che viene realizzata incrementando ad ogni giocata la posta puntata, di modo che in caso di vittoria la somma guadagnata superi tutte le perdite precedentemente subite; a questo punto la sequenza termina e il giocatore incassa il premio.
Normalmente l'incremento della puntata è calcolato in modo da garantire sempre lo stesso guadagno al termine di una sequenza vincente. Ad esempio, in un gioco che paga due volte la posta, la giocata progressiva consiste nel seguente metodo: giocare 1 € alla prima giocata; in caso di sconfitta, rigiocare nuovamente raddoppiando la propria puntata. Come si può notare dalla tabella sottostante, la vittoria in qualunque momento comporta sempre la vincita di 1 €.
| N° Giocata | Puntata  | Capitale in caso di vittoria | Capitale in caso di sconfitta |
| ---------- | -------- | ---------------------------- | ----------------------------- |
| 1          | 1 €      | 1 €                          | −1 €                          |
| 2          | 2 €      | 1 €                          | −3 €                          |
| 3          | 4 €      | 1 €                          | −7 €                          |
| 4          | 8 €      | 1 €                          | −15 €                         |
| ...        | ...      | ...                          | ... €                         |
| n          | 2n − 1 € | 1 €                          | − (2n − 1) €                  |

In generale l'incremento della posta è dato dalla seguente formula:
{\displaystyle {\frac {K}{K-1}}},
dove {\displaystyle K} rappresenta il coefficiente di cui vittoria stabilito nel gioco (ovvero il rapporto tra la somma incassata in caso di vittoria e la posta pagata).
Questo tipo di giocata tende a ottenere alte probabilità di ottenere piccole vincite contro basse probabilità di grandi perdite, anche se la speranza matematica (che esprime il guadagno o la perdita media ad ogni giocata) resta invariata. In matematica, il termine martingala (da cui ha preso il nome questo tipo di giocata) indica proprio processi caratterizzati dalla invariabilità nel tempo del rendimento atteso.
La filosofia alla base di questo metodo è l'attesa di una estrazione favorevole, che prima o poi dovrebbe verificarsi, garantendo un guadagno sia pure limitato; in realtà, non ci sono limiti al possibile ritardo di un numero, e dato che il giocatore dispone di un capitale finito, una serie di sconfitte sufficientemente lunga lo porterà a perdere tutto il proprio capitale, senza possibilità di alzare ancora la posta alla puntata successiva.
Schemi come questi non tengono conto del concetto matematico di utilità: le somme guadagnate non hanno tutte lo stesso valore. Le piccole vincite, anche se frequenti, non sono in grado di modificare significativamente la condizione economica del giocatore, mentre una serie di sconfitte consecutive, anche se rara, può portarlo alla rovina. La somma da giocare in caso di sconfitta aumenta infatti in progressione geometrica, divenendo presto molto grande e costringendo a rischiare poste altissime per ottenere vincite molto basse.

### Sistemi
I sistemi sono costituiti da un insieme di giocate da effettuare in uno o più estrazioni, su una o più ruote. Spesso un sistema richiede molte giocate e un alto investimento, ed è giocato raccogliendo le puntate di molti giocatori, che poi dividono l'eventuale premio. Esiste la convinzione diffusa che sistemi ricavati con metodi matematici consentano di migliorare le probabilità di vittoria, suffragata dalla statistica che le maggiori vincite storiche siano state realizzate da sistemisti. Questa statistica non tiene però conto del fatto che la gran parte delle giocate del lotto proviene da sistemi, per cui l'aumento di vittorie è ottenuto al prezzo di investimenti più grandi, mantenendo così il vantaggio del banco.

### Metodi cabalistici
I metodi cabalistici sono costituiti da una combinazione di metodi che mescolano considerazioni statistiche e tecniche tipiche della numerologia per ricavare i numeri da giocare. I metodi possono essere diversi, ma prevedono in generale la selezione di alcuni numeri a partire dalle estrazioni precedenti, e la generazione di altri numeri attraverso algoritmi più o meno complicati, che possono prevedere ad esempio la somma delle singole cifre dei numero, o la ripetizione di una o più cifre. Il termine cabalistico deriva dal fatto che gli algoritmi applicati traggono ispirazione da quelli adottati all'interno della cabala ebraica.
Pur basandosi su procedimenti matematici, gli algoritmi usati non hanno alcuna base statistica, e sono sovente considerati non validi dagli stessi lottologi.

### La smorfia
Un discorso a parte merita la Smorfia, che si basa sull'interpretazione dei sogni per stabilire quali numeri giocare; nei confronti di questa pratica non è ovviamente possibile fare alcuna considerazione di tipo statistico, se non quella che ad oggi nessun metodo di questo tipo è mai stato in grado di realizzare per lunghi periodi risultati superiori a quelle previsti teoricamente per estrazioni puramente casuali.